# Šíd
Šíd (in ungherese Gömörsid) è un comune della Slovacchia facente parte del distretto di Lučenec, nella regione di Banská Bystrica.